# Nicolae Ecobescu
Nicolae Ecobescu (* 26. März 1931 in Bâlta, Runcu, Kreis Gorj) ist ein ehemaliger rumänischer Politiker der Rumänischen Kommunistischen Partei PCR (Partidul Comunist Român) und Diplomat, der unter anderem von 1962 bis 1969 Ständiger Vertreter beim Büro der Vereinten Nationen (UNO) in Genf und zwischen 1969 und 1983 als Vize-Außenminister ein Fachmann des rumänischen Außenministeriums für Internationales Vertragsrecht, Internationale Organisationen und Abrüstungskontrolle war, der zu diesen Themen zahlreiche Fachbücher verfasste. Zuletzt fungierte er zwischen 1983 und 1990 als Botschafter in Griechenland.

## Leben
Nicolae Ecobescu besuchte zunächst die Schule für Bergbaulehrlinge sowie zwischen 1943 und 1946 die Technische Mittelschule für Bergbau in Lupeni. Er war zunächst 1946 Mitglied der Jugendorganisation Tineretului Progresist sowie 1948 der Kommunistischen Jugendorganisation UTM (Uniunea Tineretului Muncitor). Nachdem er zwischen 1950 und 1951 ein Studium am Bergbauinstitut in Petroșani begonnen hatte, nahm er 1951 ein Studium an der Fakultät für Internationale Beziehungen der Universität Bukarest auf, welches er 1955 beendete. Im Anschluss hatte er von 1955 bis 1959 eine Aspirantur an der Juristischen Sektion des Staatlichen Moskauer Instituts für Internationale Beziehungen inne und erwarb dort 1959 einen Doktor der Rechtswissenschaften. Während dieser Zeit wurde er im Mai 1957 Mitglied der damaligen Rumänischen Arbeiterpartei PMR (Partidul Muncitoresc Român).
Nach seiner Rückkehr wurde Ecobescu 1959 juristischer Berater der Abteilung Internationale Organisationen im Außenministerium (Ministerul Afacerilor Externe) und war daraufhin Berater der rumänischen bei den Sitzungen der UN-Generalversammlung und bei der UN-Konferenz für Abrüstung in Genf. Nachdem er Leiter des Vertragsbüros und im Februar 1963 kommissarischer Ständiger Vertreter beim  Büro der Vereinten Nationen in Genf (UNOG) wurde, übernahm er am 2. November 1965 den Posten als Botschaftsrat beim Ständigen Vertreter bei den Vereinten Nationen in Genf. Daraufhin fungierte er zwischen dem 24. März 1967 und dem 1. November 1969 als Ständiger Vertreter beim Büro der Vereinten Nationen (UNO) sowie der UN-Sonderorganisationen in Genf. Auf dem Zehnten Parteitag der PCR (6. bis 12. August 1969) wurde er Kandidat des ZK der PCR und behielt diese Funktion nach seinen Bestätigungen auf den darauf folgenden Parteitagen bis zum Dreizehnten Parteitag der PCR (19. bis 22. November 1984). Im Anschluss wurde er am 1. November 1969 Vize-Außenminister (Adjunct al Ministrului Afacerilor Externe) und fungierte zugleich als Protokollchef des Staatsrates (Consiliul de Stat). Am 21. Oktober 1975 wurde er Großoffizier des portugiesischen Ordens des Infanten Dom Henrique. Zuletzt wurde er am 2. Juli 1983 außerordentlicher und bevollmächtigter Botschafter in Griechenland und verblieb auf diesem Posten bis zur rumänischen Revolution am 22. Dezember 1989.

### Ehrungen und Auszeichnungen
Für seine langjährigen Verdienste wurde Nicolae Ecobescu mehrfach ausgezeichnet und erhielt unter anderem 1964 den Orden der Arbeit Dritter Klasse (Ordinul Muncii), 1969 den Stern der Sozialistischen Republik Rumänien Dritter Klasse (Ordinul Steaua Republicii Socialiste România) sowie am 10. April 1981 den Orden der Arbeit Erster Klasse.

## Veröffentlichungen
- Principiile politicii externe a României socialiste, Editura Politică, Bukarest 1974
- România în sistemul Națiunilor Unite, Editura Politică, Bukarest 1974
- Politica externă a Romăniei socialiste, Mitautor Sergiu Celac, Editura Politică, Bukarest 1975
- Relațiile consulare ale României, Editura Politică, Bukarest 1975/1977
- Către o nouă ordine internțională. Culegere de studii, Editura Politică, Bukarest 1976
- Drepturile și obligațiile fundamentale ale statelor, Editura Politică, Bukarest 1976
- Suveranitatea și progresul. Culegere de studii, Editura Politică, Bukarest 1977
- Dezarmarea și noua ordine internațională. Culegere de articole, Editura Politică, Bukarest 1978
- Democratizarea relațiilor dintre state și noua ordine internațională. Culegere de articole, Editura Politică, Bukarest 1979
- Cursa modernă a înarmărilor dimensiuni și implicații, Mitautor Ion Coman, Editura Militară, Bukarest 1980
- Dezarmarea cronologie, 1945–1978, Editura Politică, Bukarest 1980
- Resursele și noua ordine internațională, Editura Politică, Bukarest 1981
- România și noua ordine internațională. Culegere selectivă de texte, Editura Politică, Bukarest 1981
- Drepturile omului în lumea contemporană culegere selectivă de documente, Editura Politică, Bukarest 1983
- Noua ordine internațională culegere selectivă de texte, Mitautor Ioan Voicu, Editura Politică, Bukarest 1983/1986
- De la „controlul armamentelor“ la dezarmare, Editura Politică, Bukarest 1985
- Dreptul tratatelor, Editura Continent XXI, Bukarest 1995
- România. Supraviețuire și afirmare prin diplomație în anii Războiului Rece. Comunicări, articole, studii, 7 Bände, Fundația Europeană Titulescu, Bukarest 2013/2015, ISBN 978-606-8091-19-8

in deutscher Sprache
- Das sozialistische Rumänien in den internationalen Beziehungen, Mitautor Sergiu Celac, Meridiane, Bukarest 1975

in englischer Sprache
- Socialist Romania in international relations, Mitautor Sergiu Celac, Meridiane, Bukarest 1975
- Parliamentary diplomacy. Founding documents and rules of procedure of international and regional parliamentary assemblies. XXIst century international law basic texts, Romanian Institute of International Studies „N. Titulescu“, Bukarest 2005